# USB
Univerzalna serijska sabirnica (eng. Universal Serial Bus, USB)
je tehnološko rješenje za komunikaciju računala s vanjskim uređajima pri čemu se podatci razmjenjuju serijski relativno velikom brzinom. USB je zamijenio razna dotadašnja serijska i paralelna sučelja na računalima.

## Povijesni razvoj
Sedam vodećih svjetskih računarskih kompanija – Compaq, DEC, IBM, Intel, Microsoft, NEC i Nortel – započelo je razvoj USB-a 1994. godine s ciljem da se bitno olakša povezivanje računala s vanjskim uređajima u odnosu na dotadašnja sučelja, pojednostavi softverska konfiguracija tih uređaja te istovremeno poveća brzina komunikacije. Nakon nekoliko prototipnih verzija (USB 0.7, USB 0.8, USB 0.9, USB 0.99) razvijen je USB 1.0 koji je krajem 1995. u Intelu izveden u čipu, a u siječnju 1996. predstavljen je na tržištu.
Prvi rašireniji standard bio je USB 1.1 koji se na tržištu pojavio u rujnu 1998. Dotadašnji USB 1.0 nazvan je Low Speed, a USB 1.1 nazvan je Full-speed.
U travnju 2000. izlazi specifikacija za USB 2.0 koja je omogućila još veću maksimalnu brzinu nazvanu Hi-Speed a standardizirana je krajem 2001. od strane USB-IF-a (USB Implementers Forum), tijela koje upravlja specifikacijama za USB. Ovaj standard je danas najrašireniji.
Zbog sve većeg broja uređaja koji se spajaju preko USB-a na računalo došlo je do ideje oko stvaranja bežičnog USB-a koji bi se prije svega koristio na prijenosnim računalima. Početkom 2004. predstavljena je ta ideja te je osnovana grupa za razvoj specifikacije bežičnog USB-a koja je definirana u svibnju 2005. Polovinom 2006. demonstriran je prvi prijenos preko bežičnog USB-a.
U jesen 2007. Intel je najavio rad na standardu USB 3.0. No u siječnju 2008. predstavljen je drukčiji konektor za USB 3.0 od onog kojeg je Intel prvobitno najavio kako bi se omogućilo da se kabeli za USB 2.0 mogu spajati na konektore za USB 3.0. U jesen 2008. godine predstavljen je standard USB 3.0.

## Način rada
Cilj tehologije USB jest rasterećivanje glavne sabirnice računala od posebnih kartica za proširenje, kao i olakšavanje umetanja i odvajanja vanjskih uređaja (plug-and-play) bez potrebe za ponovno pokretanja računala (hot swapping).
USB je asimetričnog dizajna i sastoji se od poslužitelja (eng. host) i više jedinica koje se priključuju na poslužitelj kao grane stvarajući zvjezdastu strukturu. Međutim, na poslužitelj se može priključiti i poseban koncentrator (eng. hub) na kojeg se mogu priključivati druge grane što stvara stablastu strukturu. Kod USB-a je moguće imati do pet razina grananja po svakom kontroleru poslužitelju te je moguće priključiti ukupno do 127 uređaja, umanjeno za svaki koncentrator koji je priključen na isti poslužitelj. 

## Inačice
- USB 1.0 FDR
- USB 1.0 objavljen u siječnju 1996.
- USB 1.1 objavljen u rujnu 1998.
- USB 2.0 objavljen je u travnju 2000.
- USB 3.0 objavljen u studenom 2008.

### USB 1.x
Obuhvaća standarde 1.0 i 1.1. USB 1.0 predstavlja početak razvoja ove tehnologije. Omogućavao je brzinu 1,5 Mbit/s (oko 0,19 MB/s). Nije omogućavao kabele za produživanje. Postojalo je svega nekoliko uređaja na tom standardu.
USB 1.1 postiže brzinu prijenosa od 12 Mbit/s (1,5 MB/s) te mu se proširuje uporaba i na prijenos podataka. Uvedena je mogućnost kabela za produživanje do maksimalnih 3 m.

### USB 2.0
Sa standardom USB 2.0 počinje snažan razvoj prijenosnih podatkovnih medija koji koriste USB za prijenos podataka. Ova inačica omogućuje prijenos od 480 Mbit/s (60 MB/s). Konektori ostaju isti tako da je ovaj standard unatrag kompatibilan. U vrijeme pojavljivanja ovoga standarda prvi operacijski sustav koji ga je podržavao bio je Linux, dok je za Microsoft Windows trebalo pričekati izdavanje prvog servisnog paketa za aktualni Windows XP. Maksimalna duljina kabela je 5 m. Uz korištenje maksimalno 5 koncentratora (hubova) dolazi se do brojke od 30 m maksimalne udaljenosti između perifernog uređaja i računala. Postoje kabeli USB CAT5 koji u sebi sadržavaju koncentratore te imaju maksimalnu duljinu od 30 m. Daljnji razvoj ponudio je konektore Mini-B USB. Do 2007. godine standard je dopunjen funkcijom "One-To-Go" koja omogućava spajanje više sučelja s istom funkcijom tj. komunikaciju između dva USB-uređaja bez USB-poslužitelja (hosta). Sredinom 2007. standardizirano je napajanje baterija vanjskih uređaja preko USB-veze te kabeli i utičnice vrste Micro-USB.

### USB 3.0
Standardiziran je početkom 2008. i još uvijek je u fazi napretka. Prvotno je iz Intela bila najavljivana teoretska brzina od 5 Gbit/s (640 MB/s) koja bi se postizala dodavanjem optičkog vlakna uz postojeće četiri bakrene žice. No, promjenama koje su se događale tijekom godine definiran je standard koji će u kabelu koristiti dodatne dvije bakrene parice za način prijenosa nazvan SuperSpeed te se po prvi puta specificira i oklop kabela. Ovakvim standardom teoretski je moguć prijenos 4,8 Gbit/s, no kada se iz toga izbaci signalizacija protokola, realno je za očekivati čisti prijenos podataka od 3,2 Gbit/s (409 MB/s). Dodatni kontakti smješteni su dublje u uobičajeni konektor USB tip A tako da je standard USB 3.0 unatrag kompatibilan, tj. utikač tipa A za USB 2.0 može se koristiti s utičnicom tipa A za USB 3.0. SuperSpeed USB će zasigurno naći masovnu uporabu kod vanjskih diskova te kamera visoke rezolucije (HD) i sličnih uređaja kojima se prenosi mnogo podataka. Uređaji poput tipkovnice, miša, pisača i drugih kojima je i više nego dovoljno 60 MB/s ostat će na tehnologiji USB 2.0. Najbrže USB-memorije koriste najviše 40 MB/s za prijenos tako da zasada i one ostaju na USB 2.0 dok ne padne cijena NAND flasha koji cjenovno ograničava razvoj memorije s tehnologijom USB 3.0.

## Kabeli i konektori
Standardi USB 1.x i 2.0 koriste kabel s dvije bakrene parice, od kojih se jedan par koristi za napajanje a drugi za podatke. Podatkovna parica je upletena kako bi se smanjio utjecaj interferencije i šuma. Duljina kabela je ograničena na 5 m zbog maksimalnog kašnjenja odgovora koje iznosi 1500 ns što uz maksimalnu brzinu prijenosa preko bakrene parice ograničava duljinu. Ako se ne dobije odgovor primatelja unutar 1500 ns, takav podatak se smatra izgubljenim te se zahtjeva ponovno slanje.
Kod standarda USB 3.0 prvotna ideja bila je dodavanje jednog svjetlosnog vodiča uz dvije postojeće parice u kabelu. Međutim, odustalo se je od te ideje zbog prevelike cijene te je odlučeno da se uz dosadašnje neoklopljene podatkovne parice (eng. unshielded twisted pair, UTP) dodaju još dvije oklopljene parice (eng. shielded twisted pair, STP) koje se koriste za prijenos podataka u načinu SuperSpeed pri čemu su njihovi pinovi na konektoru smješteni nešto dublje kako bi se osigurala kompatibilnost s prijašnjim standardima.
Konektori za USB su izvorno izvedeni u dvije osnovne inačice – A i B. Tip A najčešće se koristi na uređajima s kojih se podatci šalju prema računalu, kao što su miš, tipkovnica, digitalni foto-aparat itd. Konektor tipa B najčešće se koristi na uređajima na koje se podatci šalju s računala, poput pisača. Zbog potrebe za spajanjem uređaja koji teže smanjivanju dimenzija (npr. foto-aparati i mobiteli) kasnije su standardizirani konektori Mini-A i Mini-B dimenzija 6,8 x 3 mm, a još kasnije Micro-A i Micro-B dimenzija 6,85 x 1,8 mm. Uz smanjenje dimenzija dodan je još jedan pin za identifikaciju tipa konektora o kojemu se radi: za tip A on je spojen na uzemljenje, dok je kod tipa B odspojen. Životni vijek konektora tipa A i B procjenjuje se na oko 1500 uključivanja/isključivanja, dok za tipove Mini iznosi oko 5.000, a za tipove Micro oko 10.000.
| Iglica | Boja žice u kablu | Oznaka signala | Funkcija                                               |
| ------ | ----------------- | -------------- | ------------------------------------------------------ |
| 1      | crvena            | VBUS           | napajanje                                              |
| 2      | bijela            | D-             | diferencijalni par signala za slanje/primanje podataka |
| 3      | zelena            | D+             | diferencijalni par signala za slanje/primanje podataka |
| 4      | crna              | GND            | uzemljenje                                             |

| Iglica | Boja žice u kablu | Oznaka signala | Funkcija                                               |
| ------ | ----------------- | -------------- | ------------------------------------------------------ |
| 1      | crvena            | VBUS           | napajanje                                              |
| 2      | bijela            | D-             | diferencijalni par signala za slanje/primanje podataka |
| 3      | zelena            | D+             | diferencijalni par signala za slanje/primanje podataka |
| 4      | nema žice         | ID             | razlikovanje konektora tipa A od tipa B                |
| 5      | crna              | GND            | uzemljenje                                             |

| Iglica | Boja žice u kablu | Oznaka signala za tip A | Oznaka signala za tip B | Funkcija                                                                     |
| ------ | ----------------- | ----------------------- | ----------------------- | ---------------------------------------------------------------------------- |
| 1      | crvena            | VBUS                    | VBUS                    | napajanje                                                                    |
| 2      | bijela            | D-                      | D-                      | diferencijalni par signala za slanje/primanje podataka kao u USB 2.0         |
| 3      | zelena            | D+                      | D+                      | diferencijalni par signala za slanje/primanje podataka kao u USB 2.0         |
| 4      | crna              | GND                     | GND                     | uzemljenje                                                                   |
| 5      | plava             | StdA_SSRX−              | StdA_SSTX−              | diferencijalni par signala za primanje / slanje podataka u načinu SuperSpeed |
| 6      | žuta              | StdA_SSRX+              | StdA_SSTX+              | diferencijalni par signala za primanje / slanje podataka u načinu SuperSpeed |
| 7      | oklop             | GND_DRAIN               | GND_DRAIN               | uzemljenje za podatkovne signale                                             |
| 8      | ljubičasta        | StdA_SSTX−              | StdA_SSRX−              | diferencijalni par signala za slanje / primanje podataka u načinu SuperSpeed |
| 9      | narančasta        | StdA_SSTX+              | StdA_SSRX+              | diferencijalni par signala za slanje / primanje podataka u načinu SuperSpeed |
| oklop  | oklop             | Shield                  | Shield                  | metalni oklop konektora                                                      |

## Napajanje
Standardi 1.x definiraju napajanje od 5 V ± 5% preko jedne žice. U standardu 2.0 donja granica je spuštena na 4,4 V dok je gornja granica ostala na 5,25 V. Jedinično strujno opterećenje iznosi 100 mA, dok maksimalno opterećenje iznosi pet takvih opterećenja – 500 mA. U standardu USB 3.0 jedinično opterećenje povećano je na 150 mA a maksimalno opterećenje na 900 mA.
S obzirom na napajanje USB uređaji dijele se na dvije skupine: one koji se napajaju preko USB-a (eng. bus powered) i one koji imaju vlastito napajanje (eng. self powered). Prva skupina uređaja uobičajeno koristi minimalni napon od 4,4 V uz jedinično opterećenje od 100 mA. To su obično manji uređaji poput miša, tipkovnice, USB-memorije, mobitela, web-kamera itd. U drugu skupinu spadaju veći uređaji poput pisača ili skenera. 
Kada se na sabirnicu USB spaja koncentratori istovremeno spaja veći broj uređaja moguće je dobiti veći broj priključaka uz pomoć
Koncentrator (eng. hub) također može imati vlastito napajanje ili koristiti napajanje sabirnice. U prvom slučaju koncentrator sa sabirnice uzima maksimalno strujno opterećenje te svakom priključenom uređaju omogućuje jedinično opterećenje, dok koncentrator s vlastitim napajanjem može svakom uređaju omogućiti maksimalno opterećenje sabirnice.

## Brzina komunikacije na USB-u
| Oznaka     | Brzina prijenosa | Podržano od verzije standarda |
| ---------- | ---------------- | ----------------------------- |
| Low Speed  | 1,5 Mbit/s       | USB 1.0                       |
| Full Speed | 12 Mbit/s        | USB 1.1                       |
| HiSpeed    | 480 Mbit/s       | USB 2.0                       |
| SuperSpeed | 4,8 Gbit/s       | USB 3.0                       |